# Герб Чистополя
Герб города «Чистополя» — административного центра Чистопольского района Татарстана Российской Федерации.
Герб утверждён сессией Чистопольского городского Совета депутатов трудящихся в 1967 году.
Герб в Государственный геральдический регистр Российской Федерации не внесён.

## Описание герба и его символики
«Герб представляет собой геральдический щит, в верхней части которого на планке зелёного цвета серебром дано название города. Основное поле щита разделено по вертикали на 2 неравные части. В правой части на синем фоне дано изображение части шестерёнки серебряного цвета, внутри которой красный часовой циферблат с серебряными стрелками, ниже — изображение волн (серебро). В левой части на золотом фоне 2 серебряных колоса.
Символика герба — часовой механизм, колос, камская волна — основные направления экономики города и района».

## История герба
Первые упоминания о селе Чистое Поле появилось в летописях в конце XVII — начале XVIII века.
В 1781 году указом Екатерины II село Чистое Поле получило статус уездного города Чистополя Казанского наместничества и был утверждён герб города.
Герб Чистополя был составлен в департаменте Герольдии при Сенате под руководством герольдмейстера, действительного статского советника Волкова А. А.
Герб города был Высочайше утверждён 18 октября 1781 года императрицей Екатериной II вместе с другими гербами городов Казанского наместничества (ПСЗ, 1781, Закон № 15260)
Подлинное описание герба города Чистополя гласило:

«Золотой, клейменый четверикъ въ зеленомъ полѣ, въ знакъ того, что въ семъ новомъ городѣ производится великій торгъ всякимъ хлѣбомъ».
В верхней части щита — герб Казанского наместничества: «Змий чёрный, под короною золотою Казанскою, крылья красные, поле белое».

В 1859 году, в период геральдической реформы Кёне, был разработан проект нового герба уездного города Чистополь (официально не утверждён):
«В зелёном щите серебряная „четверть“. В вольной части герб Казанской губернии. Щит увенчан серебряной стенчатой короной и окружён золотыми колосьями, соединёнными Александровской лентой».
В советский период герб Чистополя (1781 года) не использовался.
В 1967 году сессией Чистопольского городского Совета депутатов трудящихся был утверждён новый герб города Чистополя по проекту Ивана Павловича Романова и Евгения Андреевича Скороходова.
В 1994 году был выпущен значок с видоизмененным гербом Чистополя советского периода. В целом новая композиция повторяла герб 1967 года, но в вольной части был помещён герб Татарстана, и поменялась цветовая гамма рисунка циферблата часов и хлебных колосьев. (Герб в данном виде официально не утверждался).
В постсоветский период решения об отмене герба Чистополя 1967 года, а также о возрождении или восстановлении исторического герба города в качестве официального символа Чистополя, городскими властями не принимались. Поэтому, де-юре, можно считать, что официальным гербом Чистополя в настоящее время является герб, утверждённый в 1967 году.
24 января 2007 года решением № 13/3 Совета Чистопольского муниципального района был утверждён герб Чистопольского муниципального района.
За основу герба Чистопольского муниципального района был взят исторический герб уездного города Чистополь (1781 года).